# عمید صوافطه
عمید صوافطه (عربی: عميد صوافطة؛ زادهٔ ۱۰ ژوئیهٔ ۲۰۰۰) بازیکن فوتبال اهل دولت فلسطین است.
وی همچنین در تیم‌های ملی فوتبال زیر ۲۳ سال فلسطین، و زیر ۲۳ سال فلسطین و فلسطین بازی کرده است.